# 蔡森夫
蔡森夫（1987年8月27日—），臺灣旅日棒球選手，曾經效力過業餘棒球隊合作金庫，2011年成為千葉羅德海洋育成選手，2012年參加中華職棒選秀會，在第六輪第二十一順位被義大犀牛選走。

## 經歴
- 台北市東園國小少棒隊
- 台北市華興中學青少棒隊
- 台北市華興中學青棒隊
- 桃園縣開南管理學院棒球隊
- 桃園縣開南大學棒球隊（維輪實業）
- 合作金庫棒球隊
- 桃園縣開南大學棒球隊（維輪實業，復學）
- 合作金庫棒球隊
- 日本職棒千葉羅德海洋育成選手（2011年1月19日－2012年10月1日）
- 中華職棒義大犀牛（2013年1月7日－2013年12月25日）
- 台東綺麗珊瑚

## 職棒生涯紀錄
| 年度   | 球隊     | 出賽 | 打數 | 安打 | 全壘打 | 打點 | 盜壘 | 四死 | 三振 | 壘打數 | 雙殺打 | 打擊率 |
| ------ | -------- | ---- | ---- | ---- | ------ | ---- | ---- | ---- | ---- | ------ | ------ | ------ |
| 2013年 | 義大犀牛 | 25   | 45   | 8    | 0      | 4    | 0    | 3    | 10   | 11     | 1      | 0.178  |
| 合計   | 1年      | 25   | 45   | 8    | 0      | 4    | 0    | 3    | 10   | 11     | 1      | 0.178  |

## 外部連結
- 蔡森夫在台灣棒球維基館上的頁面（繁體中文）
- 蔡森夫在中華職棒官網 （中文）和Baseball-Reference （英文）上的頁面